# Notophthiracarus cristatus
Notophthiracarus cristatus är en kvalsterart som beskrevs av Wojciech Niedbała 2006. Notophthiracarus cristatus ingår i släktet Notophthiracarus och familjen Phthiracaridae. Inga underarter finns listade i Catalogue of Life.